# 1929 v letectví
Tento článek obsahuje seznam událostí souvisejících s letectvím, které proběhly roku 1929.

## Události

### Leden
- 1. ledna – jsou založeny polské aerolinie LOT
- 1.–7. ledna – Třímotorový letoun Atlantic C-2 pojmenovaný Question Mark s osádkou pěti příslušníků USAAC za pomoci doplňování paliva za letu ze dvou Douglas C-1 strávil ve vzduchu 150 hodin a 40 minut, což byl rekordní výkon v kategorii letadel těžších vzduchu.[1] Jeho velitelem byl mjr. Carl A. Spatz a členy osádky byli také kpt. Ira C. Eaker a npor. Elwood R. Quesada, pozdější známí velitelé sil USAAF za druhé světové války.
- 27. ledna – USS Saratoga provádí v rámci námořního cvičení úspěšný simulovaný ranní nálet na Panamský kanál

### Srpen
- 8.–29. srpna – Vzducholoď Graf Zeppelin vykonala let kolem země. Začátek i konec cesty byl v Lakehurstu v New Jersey.

### Září
- 5. září – při srážce letadel nad osadou Přední Chlum umírají četař – pilot Jaroslav Böll, nadporučík – pozorovatel Antonín Selnar a četař – pilot Josef Pekárek
- 28. září – v osmnáctém ročníku Poháru Gordona Bennetta zvítězili Američané Ward Tunte van Orman (podruhé) a Alan L. McCracken

## První lety
- Aero A-34 Kos
- Aero A-38
- Canadian Vickers Vancouver
- Tupolev ANT-9

### Leden
- Gloster Gauntlet

### Únor
- Morane-Saulnier MS.230
- 23. února – Breguet 270

### Květen
- 7. května – Dornier Do K

### Červenec
- RWD-2
- 2. července – CASA III
- 29. července – Dornier Do X

### Srpen
- 23. srpna – Fokker F.IX

### Září
- 9. září – de Havilland Puss Moth
- 17. září – Adcox Student Prince

### Říjen
- 2. října – Acme Sportsman

### Listopad
- 6. listopadu – Junkers G 38